# Thor (cómic)
Thor es un superhéroe ficticio que aparece en los cómics estadounidenses publicados por Marvel Comics. Es el dios del trueno asgardiano basado en la deidad homónima, del pueblo ficticio inspirado en el mundo de Asgard de la mitología nórdica, de donde toman inspiración muchos aspectos del personaje. Thor es uno de los dioses de Asgard e hijo del rey de Asgard, Odín. En su tierra natal, de la que ha sido ocasionalmente rey, es conocido como Thor Odinson, pero fuera de ella ha utilizado una variedad de identidades secretas, incluyendo la del cirujano Donald Blake.Además de su fuerza sobrenatural y su longevidad asgardianas Thor puede manipular el clima (incluyendo la lluvia y el rayo). Asimismo, es poseedor del martillo encantado, Mjolnir, que le otorga capacidad de volar, entre otros atributos sobrehumanos, además de concentrar su poder.
Debutando en la Edad de Plata de los Libros de Cómics, el personaje apareció por primera vez en Journey into Mystery # 83 (agosto de 1962) y fue creado por el dibujante Jack Kirby, el editor Stan Lee y el guionista Larry Lieber. Alrededor de su personaje se ha creado toda una serie de personajes secundarios que incluye a los asgardianos Odín, Sif, los Tres Guerreros y Balder el Valiente, así como otros aliados como Jane Foster, Beta Ray Bill o Hércules. El archienemigo de Thor es el asgardiano Loki. Ha protagonizado varias series en curso y series limitadas, y es miembro fundador del equipo de superhéroes, Los Vengadores, apareciendo en diferentes números de esa serie. Ha jugado un papel principal también en eventos de cruces de Marvel, entre ellos Avengers Disassembled (2004), Siege (2010) y The War of the Realms (2019). El personaje también ha aparecido en diversos productos de Marvel, incluidas series de televisión animadas, películas, videojuegos, ropa, juguetes y tarjetas de intercambio.
El personaje fue interpretado por primera vez en acción en vivo por Eric Allan Kramer en la película de televisión de 1988, The Incredible Hulk Returns. Chris Hemsworth interpreta a Thor en las películas del Universo Cinematográfico de Marvel: Thor (2011), The Avengers (2012), Thor: The Dark World (2013), Avengers: Age of Ultron (2015), Doctor Strange (2016) en un cameo, Thor: Ragnarok (2017), Avengers: Infinity War (2018), Avengers: Endgame (2019), Loki (2021) en un cameo, la serie animada de Disney+, ¿Qué pasaría si...? (2021) como una versión alternativa, Thor: Love and Thunder (2022) y Deadpool & Wolverine (cameo, 2024). Además, se utilizaron imágenes de archivo de Hemsworth como Thor en los episodios "Pilot" y "The Well" de Marvel's Agents of S.H.I.E.L.D.
Thor fue puesto como el 14° en la lista de IGN de 'Los mejores 100 héroes del cómic de todos los tiempos' en 2011, y como el primero en su lista de 'Los 50 Mejores Avengers' en 2012.

## Trayectoria editorial
Stan Lee en 2002 describió la concepción del personaje de Thor en el universo Marvel seguido de la creación de Hulk:
¿Cómo haces a alguien más fuerte que el personaje más fuerte? Finalmente la idea vino a mí: No lo hagas humano: haz de él un dios. Decidí que los lectores estaban ya acostumbrados a los dioses griegos y romanos. Podría ser divertido ahondar en las leyendas nórdicas... Además imaginé dioses nórdicos luciendo como los vikingos del pasado, con sus barbas ondulantes, cascos con cuernos y mazos de batalla. ...Journey into Mystery necesitaba una inyección en el brazo, así que escogí a Thor... para ser el héroe principal de la revista. Luego de hacer un esbozo describiendo la historia y los personajes que tenía en mente, le pedí a mi hermano, Larry, que escribiera los guiones porque yo no tenía tiempo... y se me hizo lo más natural del mundo asignarle los dibujos a Jack Kirby.
La saga de Thor comenzó en la revista Journey into Mystery en forma de relatos de trece páginas. En la primera de estas historietas, correspondiente al n.º 83 de la revista (agosto del año 1962), se relataba como el Dr. Don Blake, un estadounidense cojo de vacaciones en Noruega, encontraba en una remota cueva un bastón mágico que al golpearlo, los convertía en el dios Thor y su martillo, justo a tiempo para detener una invasión de los hombres de piedra de Saturno. En el número siguiente, los autores presentan la rutina diaria del protagonista en su consulta médica y su amor oculto por la enfermera Jane Foster, transladándolos luego al imaginario país latinoamericano de San Diablo, donde, haciendo uso de los poderes de Thor, aplasta a la facción comunista que pretendía tomar el poder. Seguirán luego enfrentamientos con Loki, que tras escaparse de su prisión arbórea ha logrado encontrarle en la Tierra (n.º 85) y Zarrko, el Hombre del Mañana, con invocación a Odín incluida para poder viajar al futuro en su captura (n.º 86). Libera luego a unos científicos estadounidenses secuestrados por los soviéticos (n.º 87) y vuelve a vérselas con Loki (n.º 88), además de con un grupo de gánsteres (n.º 89).
El número 90, dibujado por Al Hartley, presenta a Thor deteniendo otra invasión extraterrestre (la de los xartanos, capaces de imitar a cualquiera). Los siguientes números, del artista Joe Sinnott muestran las maniobras de Loki, dotando de poderes de telequinesis y teletransportación al adivino Sandú (n.º 91) e imantando el martillo de Thor para atraerlo a Asgard (n.º 92), además de presentar por primera vez el cinturón de poder.
Jack Kirby vuelve en el número 93, encargándose de narrar el ataque del hombre radiactivo de la China comunista a Nueva York; pero los siguientes números continuarán siendo dibujados por Joe Sinnott: Thor y Loki atacan la raza humana (n.º 94), tras haber sido alterada la personalidad del primero debido a un golpe en su cerebro; Los duplicados malignos (n.º 95) creados por el profesor Zaxton, y Desafía la magia del..¡Loco Merlín! (n.º 96).
En el número 97, dibujado otra vez por Kirby, se incorporan como un añadido los "Relatos de Asgard", que durarán hasta el número 126. En la historia principal (¡Lucha contra el Hombre de lava), se presenta el combate de Thor contra este monstruo subterráneo, pero las tintas vuelven a cargarse sobre el conflicto amoroso de Don Blake, incapaz de declararse a Jane para no incumplir la prohibición de Odín de casarse con una mortal.
Los siguientes números, dibujados por Don Heck, verán la llegada de dos nuevos villanos (Cobra y Míster Hyde) y, de nuevo con Kirby, el regreso de Zarrko.
Recientemente, Marvel ha anunciado que Thor será reemplazado de ahora en adelante un personaje femenino que conservará el mismo nombre.

## Biografía

### Años 1960
El padre de Thor, Odín, decide que su hijo necesita que le enseñe la humildad y, en consecuencia, coloca a Thor (sin recuerdos de la divinidad) en el cuerpo y los recuerdos de un estudiante de medicina humana existente, parcialmente discapacitado, Donald Blake. Después de convertirse en médico y de vacaciones en Noruega, Blake presencia la llegada de una partida de exploración alienígena. Blake huye de los extraterrestres a una cueva. Después de descubrir el martillo de Thor, Mjolnir (disfrazado como un bastón) y golpearlo contra una roca, se transforma en el dios del trueno. Más tarde, en Thor# 159, se revela que Blake siempre ha sido Thor, el hechizo de Odin lo ha llevado a olvidar su historia como El Dios del Trueno y creerse mortal
Derrotando a los alienígenas, Thor comparte una doble vida con su alter ego: tratar a los enfermos en una práctica privada con la enfermera - y el amor eventual - Jane Foster, y defender a la humanidad del mal. La presencia de Thor en la Tierra atrae casi inmediatamente la atención de su hermano adoptivo y enemigo, Loki. Loki es responsable del surgimiento de tres de los principales enemigos de Thor: el Hombre Absorbente; El Destructor, y el Demoledor. En una ocasión, las tácticas de Loki fueron accidentalmente beneficiosas, aunque tuvieron éxito en usar una ilusión de Hulk para llevar a Thor a la batalla, resulta en la formación del equipo de superhéroe, Los Vengadores, del cual Thor es miembro fundador y de larga data. Otros enemigos tempranos de Thor incluyen a Zarrko, el hombre del mañana; el Hombre Radiactivo; El Hombre de Lava; la Cobra; Señor Hyde; La Encantadora y el Verdugo, y la Gárgola Gris.
Enamorado de Jane Foster, Thor desobedece a su padre y se niega a volver a Asgard, un acto por el que es castigado en varias ocasiones. La afinidad natural de Thor por la Tierra finalmente se revela que se debe al hecho de que él era el hijo de la Diosa anciana Gaea. Aunque Thor inicialmente se considera a sí mismo como un "superhéroe" como sus compañeros de equipo en Los Vengadores, las maquinaciones de Loki atraen a Thor a aventuras cada vez más épicas, como formar equipo con su padre Odín y su aliado Asgardian Balder contra el demonio fuego Surtur y Skagg el gigante de la tormenta, y derrotando a un Hombre Absorbente cada vez más poderoso y probando su inocencia en el "Juicio de los Dioses". Esto requiere un permiso de ausencia prolongado de los Vengadores.
Thor se encuentra con el dios griego Hércules, quien se convierte en un amigo leal y digno de confianza. Thor salva a Hércules de su compañero Olímpico Plutón; detiene el avance de Ego el Planeta Viviente; rescata a Jane Foster del Alto Evolucionador y derrota a su creación defectuosa, el Hombre Bestia. Odin finalmente cede y permite que Thor ame a Jane Foster, con la condición de que pase un juicio. Foster Panics y Thor intervienen. Después de que Foster falla la prueba, Odin la devuelve a la Tierra, donde se le da otra oportunidad de amor, mientras que un Thor con el corazón roto se presenta a la guerrera Asgardiana Sif. Thor lucha contra el troll asgardiano Ulik por primera vez cuando Ulik intenta robar a Mjolnir. El dios del trueno regresa a Asgard para evitar que Mangog dibuje la palabra Odin y termine el universo, Thor aprende el origen de Galactus y rescata a Sif después de que ella es secuestrada por Él.

### Años 1970
Thor lucha Surtur una vez más cuando el demonio de fuego intenta asaltar a Asgard; encuentra al Desconocido y su peón la Abominación; y domina a un Doctor Doom superado.
Thor evita otro intento de Mangog, disfrazado como Odín, de dibujar la Odinword; es salvado por la intervención del aliado Volstagg cuando la "Fuerza Odín" se convirtió en una fuerza destructiva semi-consciente; y es rescatado de la muerte cuando Odin ingenia un falso Ragnarök y el reportero Red Norvell muere en su lugar luchando contra la Serpiente de Midgard. Thor conoció a los Eternos en una larga historia. Thor también se encuentra con el "Ojo de Odín" (sacrificado por Odín para beber del Pozo de Mimir) que afirmó que otro Asgard y la versión de Thor alguna vez existieron.

### Años 1980
Thor eventualmente enfrenta la amenaza de la Cuarta Celestial, y luego de una serie de encuentros se entera del aparente verdadero origen de los planes de Asgard y Odin para defender a la Tierra de los jueces alienígenas. A pesar del intento de Odin de detener a los Celestiales ocupando la armadura del Destructor (ahora de 2000 pies de altura como sosteniendo la esencia vital de cada Asgardiano) y empuñando la Odinword (y ayudado por la Uni-Mente, una entidad compuesta por los Eternos) y Thor él mismo, los extraterrestres se van cuando se le presenta una ofrenda de Gaia en nombre de los "Skymothers" (por ejemplo, Frigga y Hera) de doce humanos perfectos. Thor también se entera de que Gaea era su madre biológica.
Después de restaurar a los dioses Asgardianos con una reunión de energías donadas por los Padres Celestiales de otros panteones, Thor tiene una serie de aventuras en la Tierra, que incluyen el encuentro de dos Heraldos de Galactus en rápida sucesión; evitando que Mephisto tome almas humanas; limpiar su nombre cuando enmarcado por el Asgardiano dios de la guerra Tyr; ayuda a Drax el Destructor; con su aliado Iron Man derrotando a la Bi-Bestia y al Hombre-Bestia; enfrentando al exrey de Nastrond Fafnir transformado por Odin en un dragón en combate cuando Loki lo liberó, y luchando contra Drácula. Thor se entera de la existencia del "Dios devorador", una criatura invocada cuando los dioses de la muerte de varios panteones fusionan temporalmente sus reinos. Thor frustra a la criatura, que se revela que tiene el disfraz humanoide Atum, el hijo de Gea, y por lo tanto el medio hermano de Thor, y asegura que se restaure el equilibrio cósmico.
Mientras explora una nave espacial que se aproxima a petición de Nick Fury, Thor se encuentra con Beta Ray Bill, quien después de una breve batalla, demostró ser digno de levantar el martillo de Thor, Mjolnir. Después de malentendidos iniciales, Bill forma una alianza con los dioses asgardianos, y Odin le da poder para ayudar a Thor y sus aliados en una guerra con un ejército de demonios que se aproxima, que se revela liderado por el demonio de fuego Surtur, ahora empuñando "Twilight", la gigantesca "Espada de Doom". Después de una serie de batallas prolongadas, que incluyen una batalla a muerte con Fafnir y frustrar al Elfo Oscuro, Malekith.- Los dioses finalmente triunfan, aunque durante el combate Odin y Surtur desaparecen a través de una grieta y se presumen muertos.
Thor permanece en Asgard para lidiar con el vacío dejado por la muerte aparente de Odin, y ahuyenta a Hela; conoce a Tiwaz, su bisabuelo; obliga a Loki a curarlo de los efectos de una poción de amor; con aliados entra en el reino de Hela y rescata almas mortales perdidas. Al regresar a la Tierra, Thor y Beta Ray Bill vencieron a la transformada Elfo Oscuro Kurse, aunque Loki usa el poder de la espada descartada de Surtur para convertir a Thor en una rana. Después de una aventura en Central Park, Thor logra recuperarse parcialmente y luego obliga a Loki a revertir el hechizo. Mientras rescata al miembro del Factor-X el Ángel de la tortura del equipo mercenario de los Merodeadores, Thor es maldecido por Hela, quien hace que sus huesos sean tan frágiles como el cristal y no puedan sanar si están dañados; y lo hace verdaderamente inmortal e incapaz de morir sin importar cuán severas sean sus heridas. Thor es herido de nuevo durante una batalla con el Hombre Absorbente diseñado por Loki, y finalmente es salvado por Loki durante una batalla con los Elfos Oscuros.
Finalmente, obligados a usar una armadura para proteger su cuerpo destrozado, Thor y Loki derrotan a un grupo de Gigantes de Hielo, que buscan venganza al tratar de localizar a la Serpiente de Midgard, con la esperanza de que mate al dios del trueno. Los Gigantes en cambio encuentran al dragón Fin Fang Foom, quien se revela como la Serpiente de Midgard disfrazada. El tiempo se ralentiza cuando la pareja (enemigos mortales debido a la profecía que afirmaba que se matarían durante el Ragnarök) lucha hasta la muerte. Thor mata a la Serpiente, aunque su cuerpo está completamente pulverizado. Loki restaura al Destructor, que mata a los Gigantes de Hielo y encuentra la forma líquida de Thor ahora. El Destructor intenta desintegrar al dios del trueno pero no puede hacerlo debido a la maldición de Hela. Thor asume el control mental del Destructor y obliga a Hela, su pena de muerte, a restaurar su verdadera forma. El dios del trueno rompe el brazo de Loki como castigo por sus acciones. Thor se encuentra y lucha contra Leir, el dios celta del rayo. Después de otro encuentro con los Celestiales en un mundo alienígena; Thor encuentra a Odin, un cautivo de Seth, y usa el poder de Odin para defenderse de un Surtur que regresa; y derrota a Annihilus mientras Asgard está en la zona negativa. Thor y los X-Men luchan contra Juggernaut y se encuentran con los Nuevos Guerreros.

### Años 1990
Después de que Thor mata a Loki en combate singular, Heimdall, sustituyendo temporalmente a Odin como gobernante de Asgard, desterró a Thor de Asgard; él es reemplazado por el mortal Eric Masterson, quien se convirtió en el héroe Thunderstrike. Cuando Odin despierta, Thor es perdonado y regresa. Durante una batalla, Thor es llevado a una "locura de guerrero" por una Valquiria. Después de dominar a todos los que intentan detener su alboroto, Thor es llevado por el Eterno y Thanos ante Odín, quien cura a su hijo de la locura.
Thor, junto con los Vengadores, los Cuatro Fantásticos y otros héroes, queda atrapado en un universo alternativo después de derrotar al villano Onslaught. Los héroes viven vidas alternativas durante un año en lo que se revela como una creación artificial hasta que regresan a su propio universo. Thor y varios miembros de los Vengadores luchan contra el Destructor. Thor es salvado por un enigmático ser llamado Marnot, que ata la fuerza vital de un mortal llamado Jake Olson al dios del trueno. Thor entra en una guerra con los Dioses Oscuros con Marnot revelado como Hescamer, uno de los cuervos de Odin; y lucha contra el regreso de Tres Encantadores.

### Años 2000
Thor enfrenta una lucha prolongada contra Thanos cuando busca rehacer el universo. Cuando Odin muere en la batalla contra Surtur, Thor se convierte en gobernante de Asgard. El dios del trueno extiende su dominio a la Tierra, con grandes repercusiones. Thor y los asgardianos matan o encarcelan a quienes se oponen a ellos, incluido un joven mutante religioso llamado Davis; Zarrko el hombre del mañana; Perrikus de los Dioses Oscuros; el gobierno de los Estados Unidos, e incluso sus compañeros Vengadores. Thor se casa con Amora (la Encantadora), y tiene un hijo, Magni, quien al llegar a la edad adulta duda del juicio de su padre. Destrozado por la culpa, Thor se ve arrastrado a la batalla con su antiguo aliado Taren y el Destructor (ocupado por el ex enemigo Desak), y revierte estos eventos a través del viaje en el tiempo.
Cuando se restablece la línea de tiempo, Loki revive a Surtur, quien forja nuevos martillos de uru para los seguidores del Gigante de Tormenta de Loki y comenzó el Ragnarök. Thor se entera de que el Ragnarok fue el resultado de los llamados "dioses de los dioses" conocidos como Aquellos que se sientan arriba en la sombra, que se alimentan del ciclo. Thor se enfrenta a las Norns (Destino) y corta el tapiz de la existencia de Asgard. Después de romper el ciclo del Ragnarok y ser avisado por la fuerza Odín de que este era el plan de su padre, Thor entra en hibernación. Con su destino desconocido para los Vengadores, se cree que está perdido en acción.
El martillo de Thor, Mjolnir finalmente se encuentra en la Tierra y se pone bajo la protección del ejército de los Estados Unidos. Cuando el supervillano Doctor Doom escapa del Infierno, Mjolnir cae a través del plano dimensional, y Doom intenta sin éxito levantar el martillo. Mjolnir luego entra en posesión de un hombre que lleva una bolsa con las iniciales "DB". Donald Blake, al tocar el martillo Mjolnir, es transportado al vacío de la inexistencia en el que Thor reside. Blake explica que cuando Odin quitó originalmente la persona Blake de Thor, Blake fue enviado al vacío que Thor ahora habitaba. Con la muerte de Odin, Blake fue restaurado de repente en la ciudad de Nueva York. Blake convence a Thor de empuñar a Mjolnir una vez más, regresar a la Tierra y renovar la doble identidad con Blake. Blake también revela que los Asgardianos compañeros de Thor todavía viven en las mentes y los corazones de los mortales, y solo necesitaban ser encontrados y liberados. Thor reconstruye Asgard sobre Broxton, Oklahoma, y se entera de los eventos que ocurrieron durante la historia de la "Guerra Civil" 2006-2007, en la cual el gobierno de los Estados Unidos aprobó la Ley de Registro Sobrehumanos, exigiendo que todas las personas con habilidades sobrehumanas se registren en el gobierno o que sean sometidas a prisión. La comunidad de superhéroes se separó de esta ley, lo que generó conflictos entre las dos partes. Además, Iron Man, que se convirtió en el líder de facto y el rostro público de las fuerzas pro registro, cazó y encarceló a sus compañeros de camaradería que se habían unido al bando anti registro, liderados por el Capitán América. Iron Man y otros también usaron el ADN de Thor para crear un clon de él para servirlo en esta campaña, por lo que Thor está muy enojado. Cuando Iron Man confronta a Thor por el hecho de que este traiga a Asgard a Oklahoma, y le dice que él mismo debe registrarse con el gobierno, Thor despacha fácilmente a Iron Man, y le dice que cualquiera que intente acercarse a Asgard sin invitación será tratado sin piedad. Como un compromiso para evitar que el gobierno de EE. UU. Pierda importancia, Iron Man sugiere que, dado que Asgard flota sobre el suelo, puede considerarse como una embajada diplomática o una misión separada de los Estados Unidos y no obligada por la Ley de Registro. Aunque Thor acepta esto, su animosidad con Capitán América hacia Stark persistiría hasta la conclusión de la miniserie Avengers Prime 2010-2011. Thor busca a sus compañeros Asgardianos, y restaura a cada uno de ellos, con la excepción de Sif, que había quedado atrapado en el cuerpo de una anciana que moría de cáncer, su forma real fue robada por Loki. Thor encuentra a Odín en un limbo entre la vida y la muerte, librando una batalla constante con Surtur. Odín le informa a su hijo que Thor debe liderar a los asgardianos.
Durante la historia de la "Invasión Secreta" de 2008, Thor rescata y cura a Beta Ray Bill, quien después de recibir temporalmente a Mjolnir, ayuda a Thor a defender la Tierra contra una fuerza invasora de alienígenas, Skrulls. Debido al engaño de Loki, Thor lucha y mata a su abuelo Bor, y es desterrado de Asgard. Con el martillo de Thor, Mjolnir dañado en esa batalla, Thor busca al Doctor Strange, que solo puede reparar el martillo transfiriendo la fuerza Odin de Thor a Mjolnir, uniendo los dos en una simbiótica relación. Con el martillo reparado, Thor es capaz de sacar a Sif presa y devolverla a su propio cuerpo, restaurando así a Loki a su cuerpo masculino en el proceso.

### Años 2010
Durante los eventos de la historia de "Asedio" de 2010, Thor defiende a Asgard de la invasión de Norman Osborn y los Vengadores Oscuros. Aunque la fuerza de invasión finalmente es derrotada, Asgard es derrocada por Sentry, que también mata a Loki. Thor luego mata al Centinela. Posteriormente, se deroga la Ley de Registro sobrehumanos y Thor se une a los Vengadores, que habían acudido en su ayuda durante la batalla. Al día siguiente, Balder levanta el exilio de Thor y designa a Thor como su consejero. Inmediatamente después de la caída de Asgard, Thor, el Capitán América y Iron Man son transportados al reino nórdico de Hel, donde batallan contra Hela, después de lo cual se renueva la amistad entre Thor y el Capitán América con Iron Man.
Thor ayuda a Amadeus Cho en una búsqueda para encontrar los ingredientes necesarios para recuperar a su amigo mutuo Hércules de un universo paralelo. Durante los eventos de la Guerra del Caos, Thor se une al Escuadrón de Dios de Hércules para luchar contra el Rey del Caos, que está decidido a destruir toda la existencia. Con Asgard en ruinas en la Tierra, los nueve mundos quedan indefensos y son invadidos por una fuerza conocida como "The World Eaters". Buscando consejo sobre el asunto, Thor restaura a su padre Odín y su hermano Loki, a quien Thor se había perdido desde su muerte.
Durante la historia del 2011 "Fear Itself", Sin liberar al hermano de Odín, Cul, un dios del miedo conocido también como la Serpiente, desde su prisión submarina. Una vez libre, la Serpiente despacha a sus generales conocidos como los Dignos, cada uno armado con su propio martillo mágico, para descender la Tierra a un estado de miedo. Aunque Thor y los Vengadores logran derrotar a la Serpiente y sus seguidores, Thor muere por las heridas que sufre durante la batalla. En el funeral de Thor, los recuerdos de Thor y de otras personas sobre él son reemplazados por Ulik bajo el disfraz de Tanarus, un nuevo dios del trueno. Thor regresa del limbo de dioses muertos olvidados con la ayuda de Loki y Silver Surfer y vence a Ulik.
Durante la historia de 2012 "Avengers vs. X-Men", Thor lleva a los Vengadores Secretos al espacio profundo para luchar contra la Fuerza Fénix, pero es derrotado. Más tarde es capturado y tomado prisionero por el dúo facultado por el fénix de Colossus y Magik. Después de la guerra, el Capitán América selecciona a Thor para unirse a Avengers Unity Squad, un nuevo equipo de Vengadores compuesto por los clásicos Avengers y X-Men. Thor luego investiga las desapariciones de varios dioses, y derrota a Gorr, el Dios Carnicero en un arco de historia que abarca varios milenios.
Tras el asesinato de Uatu y la revelación de sus muchos secretos durante la historia del " Pecado original" 2014, Thor descubre que Angela es la hija de Odín y que se cree que fue asesinada durante la guerra de Asgard con los Ángeles del Décimo Reino. En respuesta, Odin cortó el Décimo Reino de los otros nueve reinos y eliminó todo recuerdo de su existencia. Thor confronta a Frigga sobre estos eventos y viaja al Décimo Reino con Loki para aprender más sobre su "hermana". Más tarde, Nick Fury le susurra a Thor un secreto no revelado que le hace perder la habilidad de levantar su martillo.
A raíz de la historia de "Pecado original", Thor toma el hacha de batalla Jarnbjorn como sustituto de Mjolnir y posteriormente pierde su brazo izquierdo en combate contra Malekith el Maldito. Mientras tanto, una mujer no identificada, luego revelada como Jane Foster, levanta a Mjolnir; tomando posesión del poder de Thor. Aunque Thor inicialmente intenta reclamar el martillo, renuncia al nombre y el papel de Thor después de presenciar que la mujer ejerce su poder. Thor Odinson continúa su trabajo como superhéroe bajo el nombre de "Odinson", utilizando Jarnbjorn y un brazo protésico de uru negro.
En la serie limitada de 2016 The Unworthy Thor, Odinson descubre que el martillo de Ultimate Thor se estrelló en Asgard siguiendo la historia de "Secret Wars". Odinson finalmente rechaza la oportunidad de levantarlo y le revela a Beta Ray Bill que las palabras que Nick Fury le susurró fueron "Gorr tenía razón", explicando que ningún dios es digno de una mortal admiración. Después de esto, un individuo desconocido, más tarde revelado como Volstagg, toma el martillo de Ultimate Thor y se hace llamar "War Thor".
Durante la historia del " Imperio Secreto" 2017, Odinson es reclutado por Steve Rogers, que está bajo la influencia de Kobik, el cósmico sensible, para unirse a Hydra, pero luego se pone de parte de la resistencia, en sus esfuerzos por acabar con el control de Hydra sobre los Estados Unidos.
Después de que Odinson se entera de que la nueva portadora de Mjolnir es Jane Foster, Jane sacrifica a Mjolnir para destruir a Mangog envolviendo a Mangog con cadenas atadas a Mjolnir antes de arrojarlas al sol. Después de que Odinson trabaja con su padre para devolver a Jane a la vida, ella reinicia su quimioterapia mientras inspira a Odinson a volver a su antiguo nombre, sugiriéndole que vea qué tipo de Thor puede estar sin un martillo después de ser testigo de sus logros con uno. Como resultado, Thor ha regresado a una variante de su apariencia más familiar con un brazo dorado, utilizando varios martillos sustitutos hasta que los enanos puedan reunir suficiente uru para forjar un nuevo Mjolnir verdadero.

## Poderes y habilidades
Como todos los asgardianos, Thor tiene una vida increíblemente larga y depende del consumo periódico de las Golden Apples de Idunn para mantener su vida útil extendida, que hasta la fecha ha durado muchos milenios. Como hijo de Odín y Frigga, Thor es físicamente el más fuerte de los asgardianos y fue concebido originalmente por Stan Lee para ser el héroe de Marvel más fuerte y poderoso aunque este estatus pueda haberse cambiado a veces para darle mayor amplitud argumental a las historias. Thor es capaz de increíbles hazañas de fuerza, como levantar la Serpiente de Midgard casi del tamaño de la Tierra, con un peso equivalente al de 20 planetas, y combinando su poder con el de Beta Ray Bill, destruyó el portal dimensional del tamaño del sistema solar de Surtur. Si es presionado en la batalla, Thor es capaz de entrar en un estado conocido como la "Locura del Guerrero" ("berserkergang" en noruego y danés por igual), lo que aumentará temporalmente su fuerza y su resistencia diez veces, aunque en este estado sus ataques se tornan irracionales pudiendo incluso llegar a resultar peligroso tanto para enemigos como para aliados. En un estado normal se ha enfrentado con Hulk cuerpo a cuerpo en infinidad de combates, incluso sin usar su martillo Mjolnir. En otras ocasiones entraría en batalla con Juggernault y aun estando Thor bastante debilitado lograría hacer retroceder a ese ser imparable e incluso en un combate posterior derrotarlo.Sin autoreprimirse también ha logrado dejar KO a Juggernault con un solo golpe de su Mjolnir pese al campo de fuerza de la gema de Cyttorak que lo protege, 
Thor posee una resistencia muy alta a las lesiones físicas que se aproxima a la invulnerabilidad. Incluso ha sobrevivido explosiones de energía de los Celestiales. Thor posee agudos sentidos que le permiten rastrear objetos que viajan más rápido que la luz y escuchar gritos desde el otro lado del planeta. Thor tiene la habilidad de viajar en el tiempo. Su resistencia le permitió luchar contra todo el ejército de Gigantes de Hielo durante nueve meses sin ningún tipo de sustento o descanso; Thor ha demostrado la capacidad de regenerar partes heridas de su cuerpo, Incluyendo miembros u órganos enteros, con la ayuda de fuerzas mágicas como Mjolnir. Thor tiene una velocidad, agilidad y reflejos sobrehumanos, lo que le permite desviar balas con su martillo, y balancearlo o lanzarlo muchas veces a la velocidad de la luz. En las primeras historias, Thor ha demostrado ser capaz de respirar vórtice, lo que produce vientos poderosos. Como todos los asgardianos, tiene inmunidad contra todas las enfermedades terrenales y cierta resistencia a la magia. La magia excepcionalmente poderosa puede abrumar el encantamiento de Odín que lo transforma entre las formas asgardiana y mortal.
Como dios nórdico del trueno, Thor puede invocar los elementos de la tormenta (relámpago; lluvia; viento; nieve) y usa Mjolnir como una herramienta para enfocar esta habilidad, aunque el martillo no puede controlar el clima artificial, solo natural. Él puede causar estos efectos climáticos en el mundo y destruir edificios enteros; girando su martillo puede levantar edificios enteros con el viento. Thor también puede crear pequeños tornados azotando rápidamente su capa en círculos. Como hijo de la diosa de la Tierra Gea, Thor ha mostrado cierto control sobre la Tierra.
Thor es un excelente combatiente cuerpo a cuerpo, así como también resulta hábil en el combate armado, sobresaliendo en el uso del martillo de guerra, la espada, el hacha y la maza. Thor posee dos objetos que lo ayudan en combate: el Cinturón de Fuerza encantado y su arma distintiva, el martillo místico Mjolnir. El primer elemento duplica la fuerza y la resistencia de Thor mientras que el segundo se usa para controlar sus habilidades climáticas; vuelo; proyección y absorción de energía (suficiente para reavivar una estrella moribunda); recorrido dimensional; manipulación de la materia, y la más poderosa de sus ofensivas, el God Blast (que aprovecha la fuerza vital de Thor, e incluso ha forzado a Galactus para huir), el Thermo-blast, y el Anti-Force (que contrarresta otra fuerza). Utilizando el Mjolnir al lanzarlo en la dirección deseada y luego aferrarse al lazo de cuero del asa, Thor puede volar a velocidades supersónicas en la atmósfera de la Tierra y viajar más rápido que la luz en el espacio. También puede usar el martillo para crear una barrera dejándolo girar en un círculo, e incluso logró contener una explosión lo suficientemente poderosa como para destruir 1/5 del universo, aunque a costa de su propia vida. Él puede lanzar un objeto fuera de la atmósfera de la Tierra usando su fuerza, y arroja su martillo a Asgard de donde volverá.
Cuando Thor tiene que transportar compañeros y / u objetos a un destino solo, tiene un carro tirado por dos enormes cabras místicas llamadas Tanngnjóstr y Tanngrisnir que pueden volar casi a cualquier lugar que desee casi tan fácilmente como con Mjolnir.

## Personajes

### Aliados
- Sif: Guerrera asgardiana y amiga de Thor, muestra una habilidad en combate.
- Tres Guerreros: es el nombre de un grupo de tres aventureros asgardianos que también están entre los camaradas más cercanos de Thor:
  - Fandral: Líder de los Tres Guerreros y compañero de Thor, es conocido por tener buen humor, optimismo, y el disfrute con el que demuestra en el combate sus habilidades con la espada.
  - Hogun: Uno de los Tres Guerreros y compañero de Thor, tiene una actitud sombría y es el único de los tres que no es de Asgard.
  - Volstagg: Uno de los Tres Guerreros y compañero de Thor, es el cómico de los tres y conocido por su gran apetito.
- Balder: El mejor amigo de Thor, protege y ayuda a su compañera Sif cuando Thor está combatiendo a los villanos o a su hermano Loki.
- Jane Foster: Una enfermera de la Tierra, estuvo involucrada en un triángulo amoroso con Thor y el Dr. Donald Blake, sin saber que eran uno mismo. Thor finalmente le revela la verdad a Jane y la lleva a Asgard donde se le otorga la inmortalidad y el estatus de diosa. Desaprobando, Odin quita a Jane sus poderes recién adquiridos, la regresa a la Tierra sin recuerdos de Asgard, donde se casa con el Dr. Keith Kinkaid y tiene un hijo. Mucho más tarde, el Dr. Donald Blake regresa a la Tierra después de emerger del vacío de la inexistencia y se encuentra con Jane, quien desde entonces se ha divorciado del Dr. Kinkaid. Después de un intercambio rocoso, los dos acordaron ir a una cita.
- Heimdall: el hermano de Sif basado en la deidad Heimdall, es el centinela omnisciente de Asgard que monta guardia en el puente Bifröst. Después de Ragnarok, Heimdall fue el primer asgardiano restaurado por Thor, por lo que puede ayudar a localizar a los demás.
- Beta Ray Bill; Un alienígena de la raza Korbonite, el guerrero Bill demostró ser digno de levantar a Mjolnir. Él venció a Thor en una batalla por el derecho de empuñar el martillo, pero cuando decidió dejar que el trueno lo mantuviera, después de todo, Odín le otorgó el martillo místico Stormbreaker como recompensa.

### Villanos
- Loki: Hijo adoptivo de Odín y hermanastro de Thor, su padre verdadero es Laufey, Rey de los Gigantes de hielo de Jotunheim, especialista en el engaño y tiene la habilidad de desaparecer. Creador como el Hombre Absorbente o potenciaría a algunos como Mr. Hyde o Cobra o reanimó al Destructor.
- Malekith: Gobernante de los Elfos Oscuros de Svartalfheim, posee inteligencia, fuerza, velocidad, resistencia, durabilidad, agilidad y reflejos sobrehumanos. También tiene la habilidad de manipular las fuerzas de la magia para una variedad de efectos, incluyendo teletransporte, proyección de la energía, maleabilidad física, vuelo (al transformarse en niebla), convocar ilusiones, y la habilidad de cambiar la forma y la apariencia de otros seres u objetos. Tiene una vulnerabilidad al hierro, el cual interrumpe o cancela sus hechizos mágicos.
- Destructor: Odín creó una armadura mística que podría contener sus poderes y de los demás para luchar contra los Celestiales. Loki, intentó usarlo en contra de Thor. Posee numerosas capacidades sobrehumanas, fuerza, velocidad, durabilidad, agilidad, reflejos, vuelo y proyección.
- Surtur: Nativo de Muspelheim, es un demonio de fuego, cuyo poder es de proporciones apocalípticas. Posee fuerza sobrehumana, resistencia y durabilidad.
- Ares: Personaje basado en el dios griego, tiene los poderes de fuerza, velocidad, durabilidad, inmortalidad, factor de curación, y sus habilidades son maestro en combate, excelente tirador y experto táctico.
- Amora: La Encantadora comenzó a aprender magia de Karnilla, hasta ser desterrada. La mayoría de sus encantos y hechizos se especializan en seducir y manipular a otras personas.
- Demoledor: Extrabajador manual en un equipo de demoliciones que es despedido por sus tendencias violentas y antisociales. Garthwaite crea un disfraz para sí mismo y adoptando el alias del Demoledor. Posee fuerza sobrehumana, resistencia y durabilidad.
- Ejecutor: Hijo de un Gigante de Hielo, aliado con la Encantadora, posee fuerza y resistencia.
- Hela: Hija de Odín, se convirtió en diosa, Reina de Jotunheim. El lado izquierdo del cuerpo de Hela está muerto y podrido. Sin embargo, al usar su capa aparece sano.
- Hombre Absorbente: Carl Creel era un delincuente común. Tras ser capturado y puesto en prisión, Loki lo eligió como blanco para un plan para derrotar a su hermanastro Thor. Con una poción lo transformó, posee nivel de Fuerza Variable, la habilidad de imbuir su cuerpo con las propiedades de cualquier cosa que toque o que entre en contacto con él. Habitualmente lleva consigo una bola y cadena con la que había sido encarcelado. La usa como arma de ataque y también para absorber sus propiedades.

### Rivalidad con Hulk
Si bien Thor y Hulk han sido miembros fundadores de Avengers, han mantenido una rivalidad a lo largo de los años que se ha manifestado en diversas peleas donde no surge un claro ganador y ha generado todo tipo de especulaciones por parte de fanes de ambos personajes. En la mayoría de los enfrentamientos Hulk incita a Thor a enfrentarlo sin su martillo, ignorando que Thor regresa a la forma mortal de Don Blake si se separa del Mjolnir por más de un minuto. El Mjolnir es a lo único que en realidad Hulk teme porque lo considera un martillo invencible y Thor ha aceptado el desafío en más de una oportunidad. Al incrementarse la fuerza de Hulk con su ira y al ser Thor un dios inmortal, nunca surge de allí un ganador rotundo y casi siempre el combate queda sin definición. Pese a que ambos personajes poseen un nivel de fuerza similar y pese a que Thor ha derrotado a Hulk en algunas oportunidades siempre existió un halo de intriga acerca del resultado de sus enfrentamientos los cuales son considerados como el clásico combate dentro de los héroes de Marvel. A lo largo de las distintas batallas Hulk fue derrotado por Thor en sus distintas encarnaciones como la del Hulk salvaje, la del Hulk profesor y en la de Nul "Destructor de Mundos" durante la serie Fear Itself. En este último caso, Hulk estaba poseído por el espíritu de Nul que lo hacía más poderoso e invencible, poseyendo un martillo similar al Mjolnir y combatiendo a Thor con ayuda de La Mole que también estaba en posesión de un martillo, poseído y convertido en Angrid el Destructor de Almas. Thor derrota a ambos antes de caer exhausto. También se especuló con que Thor podría haberlo derrotado en una de las más temibles encarnaciones de Hulk, la Worl War Hulk e incluso llegó a matarlo en Earth 616 y siendo Thor el rey de Asgard, donde además de su propio potencial tenía al de su padre Odín.
Thor fue creado para ser el personaje más fuerte y poderoso de Marvel y se ha enfrentado a enemigos mucho más poderosos que Hulk y a pesar de que Thor posee poderes capaces de duplicar su poder, como su cinturón de poder o el convocar la locura del guerrero, su poder desplegado no puede usarlo en la Tierra sin ocasionar consecuencias lamentables y debe autolimitar sus capacidades. La rivalidad entre ambos personajes ha trascendido el mero universo de los cómics y se ha visto reflejada en la película "El regreso del increíble Hulk" con Lou Ferrigno en el papel de Hulk y Eric Allan Kramer en el del dios nórdico así como también en las distintas entregas de las películas de Avengers e incluso en Thor Ragnarok con resultados igualmente ambiguos. Stan Lee el creador de ambos personajes no se mostró dubitativo al respecto y tras ser consultado al respecto, Lee sentenció que pese a que ambos tienen una fortaleza similar, Hulk no deja de ser humano mientras que Thor es uno de los dioses nórdicos por lo que la balanza se inclina a favor de Thor, aunque eso siempre dependerá del guionista que escriba la historia.

## Apariciones en otros medios

### Televisión
En televisión Thor ha hecho apariciones especiales en series animadas y en otras live action:
- Como protagonista:
  - Aparece en The Marvel Superheroes, serie de dibujos animados de 1966.[201] Hubo trece episodios que se centraron en Thor, quien fue interpretado por Chris Wiggins, quien también interpretó a su alter ego humano Donald Blake.[202]
  - Aparece en El escuadrón de superhéroes, serie de dibujos animados de 2009, con la voz de Dave Boat, repitiendo su papel de Ultimate Avengers y Ultimate Avengers 2.[203] En este caso, él es un miembro narcisista, pero leal del equipo, que está enamorado de Valquiria. Tiene una intensa rivalidad con su hermano Loki.
  - Aparece en Los Vengadores, los héroes más poderosos del planeta, serie de dibujos animados de 2009, con la voz de Rick D. Wasserman.[204] En esta versión, Thor elige venir a la Tierra para usar sus poderes y ayudar a los mortales, a pesar de las protestas de Odín. A diferencia de los cómics originales, en esta versión Thor no posee la doble identidad de Blake.
  - Aparece en Avengers Assemble, serie de 2013, con Travis Willingham retomando el papel de Ultimate Spider-Man.[205]
  - Chris Hemsworth volvería a interpretar su papel de Thor en la serie animada de Disney+, What If...?[206]

- Como aparición estelar:
  - Aparece en Las nuevas aventuras de Spider-Man, serie de dibujos animados de 1981, episodio, "Wrath of the Sub-Mariner"[202] con la voz de Jack Angel.
  - Aparece en Spider-Man y sus increíbles amigos, serie de dibujos animados de 1981, episodio, "La Venganza de Loki".
  - Aparece en la secuela de la serie televisiva The Incredible Hulk, de 1977 titulada "El regreso del increible Hulk" de 1988 donde es encarnado por el actor Eric Allan Kramer.
  - Aparece en The Incredible Hulk, serie de dibujos animados de 1996, John Rhys-Davies vuelve a interpretar su papel como Thor en el episodio "Mortal Bounds", mientras que Mark L. Taylor expresa a Donald Blake. Blake como Thor llevó a Hulk a Detroit para que Bruce Banner pueda ayudar a curar un brote basado en gamma sin saberlo, causado por Gárgola en su búsqueda para curar su desfiguración.
  - Aparece en Los 4 Fantásticos, serie de dibujos animados de 1995, interpretado por John Rhys-Davies. En "To Battle the Living Planet", los Fantastic Four lo ayudan a luchar contra Ego el Planeta Viviente. En "When Calls Galactus", él y Ghost Rider ayudan a Fantastic Four a luchar contra Galactus.[202]
  - Aparece en Ultimate Spider-Man, serie animada de 2012, con la voz de Dave Boat y una versión de Super Hero Squad Show de Thor hace un cameo, en "El Vuelo de la Araña de Hierro":
    - En la primera temporada en: "Viaje de estudios" cuando al estar con Spider-Man, Nova, White Tiger, Power Man, Puño de Hierro no les ofrece ayuda hasta ser convertido en sapo por Loki, hasta cuando ofrece su ayuda, Spider-Man engaña a Loki para volver a Thor a la normalidad y en "Corre, cerdo, corre" Thor y todo el equipo de S.H.I.E.L.D., ayudan a Spider-Man que fue convertido en cerdo por Loki, de sobrevivir a una caza de jabalíes asgardianos dirigidos por Skurge a través de la ciudad de Nueva York. En los dos episodios en los que aparece, Thor llama a Phil Coulson "Hijo de Coul".
    - En la segunda temporada en "Itsy bitsy Hombre Araña", es convertido en una versión aparentemente infantil junto a Spider-Man y su equipo por los trucos de Loki, hasta vencerlo y la armadura Destructor, en volver a su tamaño normal y "Ataque inigualable", aparece de cameo final con Iron Man y Capitán América para ofrecer a Spider-Man al unirse a los Vengadores.
    - En la tercera temporada: "El Hombre Araña vengador, parte 1 y 2", aparece con los Vengadores al invitar a Spider-Man a su equipo, luego de que Loki y el Doctor Octopus causan estragos y "Concurso de campeones, parte 3", une fuerzas con Spider-Man, Agente Venom y Araña de Hierro, equipo con el Coleccionista para enfrentar a Annihilus, Attuma y Terrax, equipo del Gran Maestro hasta que luego hace equipo con Hawkeye, A-Bomb y She-Hulk, pero son derrotados al final y "Concurso de campeones, parte 4", sale de cameo siendo libre por Spider-Man y She-Hulk.
    - En la cuarta temporada como "Día de Graduación, Parte 1 y 2", asiste a la ceremonia de graduación en el Triskelion luego de ser atrapado con los otros en un campo de fuerza de concentración de Ock, hasta ser liberado por Spider-Man.

  - Aparece en Hulk and the Agents of S.M.A.S.H., serie nueva del 2013, nuevamente doblado por Travis Willingham.
    - En la primera temporada como "Hulks sobre hielo", al hacer equipo con Hulk, A-Bomb, She-Hulk, Hulk Rojo y Skaar en detener a Laufey y los Gigantes de Hielo de congelar al mundo sólido liberando a Ymir y "Por Asgard", cuando es ayudado por los Hulks en detener a Malekith y los Elfos Oscuros, hasta que rompen las leyes de Odin para salvar a Skaar de haber sido manipulado por Loki y ser encerrado en el calabozo y dejan sus diferencias para evitar que Malekith y los Elfos Oscuros invadan Asgard.
    - En la segunda temporada como "Guardianes de la Galaxia", aparece sólo como un Skrull al atraer a los Hulks hacia una trampa, en "Un futuro aplastante, parte 2: Aplastagard", aparecen Thor y Loki como jóvenes, cuando Hulk y Líder al llegar en el tiempo a la época de los vikingos y los acusan de tratar de robar los fragmentos del personal del Berserker, y en el presente, él y Loki son sirvientes del Líder siendo como el "Padre de Todos" y "Planeta Monstruo" partes 1 y 2, con Iron Man y el Capitán América se unen a los Hulks para evitar que los Kree destruyan la Tierra y cuentan con otros héroes.

  - Aparece en Phineas y Ferb: Misión Marvel, serie animada de 2013, nuevamente interpretada por Travis Willingham.[207][208] Se lo puede ver junto con Iron Man, Hulk y Spider-Man.
  - La versión de Thor y Mjolnir de Marvel Cinematic Universe aparece brevemente a través de imágenes de Thor en el episodio piloto de Agents of S.H.I.E.L.D., mientras Skye describe el conocimiento público de los superhumanos.
  - En X-Men, serie de dibujos animados de 1992 (Capítulo 41).
  - En Los Vengadores, serie de dibujos animados de 1999 (sólo en la introducción de cada episodio).
  - En Guardianes de la Galaxia, serie animada de 2016, aparece con la voz de Travis Willingham.
    - En la primera temporada como "Los accidentes suceden", aparece como un miembro del Consejo Galáctico con J´son, Nova Prime, el Alto Comisionado de Rigel y la Inteligencia Suprema, en "El árbol de los mundos", irrumpe atacando a los Guardianes de la Galaxia al pensar que invaden Asgard por el engaño de Loki, en "Persigue a tu amor", Star-Lord le muestra a Thor al final, la evidencia de J'son al robar la Semilla Cósmica de Asgard y declara la guerra a Spartax, en "La guerra contra Asgard, Parte 1º: El ataque del rayo", atacan Spartax, hasta que él y Star-Lord demuestran que Loki también robó la Semilla Cósmica aparte de J´son y "La guerra contra Asgard, parte 2ª: El rescate", cuando J'son hace una señalización de Spartax a Thanos, que llega en donde está con Star-Lord para que pueda operar el Crypto Cubo. Hace equipo con Angela y los Guardianes para salvar a Star-Lord antes de que Thanos pueda utilizar los poderes del Crypto Cubo para encontrar la Semilla Cósmica.
    - En la segunda temporada como "La guerra de los Simbiontes, parte 2: Sobreviviré", Thor aparece para ayudar a los Guardianes de la Galaxia en enfrentar a unos terribles simbiontes que han invadido Spartax y en "La guerra de los Simbiontes, parte 3: El camino del trueno", al regresar a Asgard, un simbionte viajó de polizón en él, se une al Árbol de los Mundos para crear esporas simbiontes que infectan a Odín y otros Asgardianos.

### Videojuegos
- Aparece como personaje de ayuda en Marvel vs Capcom: Clash of Super Heroes.
- Es jugable en el juego Marvel vs. Capcom 3: Fate of Two Worlds.
- Es jugable en el juego Marvel: Avengers Alliance.
- Es jugable en el juego Marvel Heroes Archivado el 9 de marzo de 2001 en Wayback Machine.
- Es jugable en el juego Marvel vs. Capcom: Infinite.
- Thor aparece como personaje jugable en el Pase de Batalla del videojuego, Fortnite: Battle Royale durante la Temporada 4 del Capítulo 2, siendo esta una colaboración con Marvel y donde fungía como el Heraldo de la muerte del malvado devorador de mundos, Galactus. Pero en última instancia Thor lo traiciona y trata de detenerlo a toda costa con la ayuda de otros héroes y villanos de la franquicia, además de advertirle a los personajes de la isla de Fortnite del inminente ataque de este villano.

### Película
- Thor: historia de Asgard, El dios nórdico, Thor, inicia una búsqueda junto a su hermano Loki para encontrar una legendaria espada
- En Next Avengers: Heroes of Tomorrow, Thor es un vengador superviviente, Rey de Asgard y padre de Torunn. Este ayuda a su hija y más tarde le ofrece ir a Asgard, ella rechaza la oferta, pero feliz de conocer a su padre

### Marvel Cinematic Universe
Thor Odinson es un personaje interpretado por Chris Hemsworth en la franquicia de la película Universo cinematográfico de Marvel (UCM), basada en el personaje de Marvel Comics del mismo nombre. En las películas, Thor es uno de los más poderosos de los asgardianos, una civilización extraterrestre con largos vínculos con la Tierra, por lo que algunos en la Tierra (y en sí mismos) los consideran dioses. Thor mismo se titula el "Dios del trueno".

#### Iron Man 2
Después de los créditos de la película Iron Man 2 (2010), hay una escena Bonus donde se puede ver al agente Coulson de S.H.I.E.L.D que encuentra en mitad del desierto un cráter. El agente saca su celular y dice "Señor, lo encontramos". La escena termina mostrando que dentro del cráter se encuentra el martillo de Thor, Mjolnir.

#### Thor
En 2011, Marvel Studios estrenó la adaptación cinematográfica sobre este personaje titulada Thor. Está dirigida por Kenneth Branagh.
Thor es el hijo de Odín, rey de Asgard. Mientras Thor se prepara para ascender al trono, los Gigantes de Hielo intentan recuperar un artefacto capturado por Odín en una guerra siglos antes. Contra la orden de Odin, Thor viaja a Jotunheim para enfrentarse al líder de los Gigantes de Hielo, Laufey, acompañado por su hermano Loki, su amiga de la infancia Sif y los Tres Guerreros: Volstagg, Fandral y Hogun. Se libra una batalla hasta que Odin interviene para salvar a los asgardianos, destruyendo la frágil tregua entre las dos razas. Por la arrogancia de Thor, Odin le quita a su hijo su poder divino y lo exilia a la Tierra como un mortal, acompañado por su martillo Mjolnir.
Thor aterriza en Nuevo México, conociendo a la astrofísica Dra. Jane Foster. Thor se resigna a exiliarse en la Tierra mientras desarrolla un romance con Jane. Loki se apodera del trono cuando Odin cae en el Sueño de Odín, y los Tres Guerreros y Sif encuentran a Thor, pero el Destructor los ataca y los derrota, lo que hace que Thor se ofrezca en su lugar. Golpeado por el Destructor y cerca de la muerte, el desinterés de Thor lo demuestra digno de manejar Mjolnir. El martillo regresa a él, restaurando sus poderes y permitiéndole derrotar al Destructor. Thor regresa a Asgard y lucha contra Loki antes de destruir el puente Bifröst para detener los planes de Loki, quedándose varado en Asgard. Odin despierta y evita que los hermanos caigan en el abismo creado a raíz de la destrucción del puente, pero Loki aparentemente se deja caer cuando Odin rechaza sus súplicas de aprobación. Thor hace las paces con Odin, admitiendo que no está listo para ser rey.

#### The Avengers
En 2012, la película forma parte del megaproyecto, y Thor aparece en The Avengers con Iron Man, Capitán América, Hulk, Viuda Negra y Ojo de Halcón.
Loki termina en la Tierra, causando estragos hasta que es capturado por Tony Stark (Iron Man) y Steve Rogers (Capitán América). Thor llega y libera a Loki, con la esperanza de convencerlo de que abandone su plan y regrese a Asgard. Después de una breve pelea con Stark y Rogers, Thor acepta llevar a Loki al portaaviones volador de S.H.I.E.L.D., el Helicarrier. Los agentes que posee Loki atacan el Helicarrier, lo que desactiva uno de sus motores en vuelo y hace que Bruce Banner se transforme en Hulk. Thor intenta detener el alboroto de Hulk, y es expulsado de la aeronave cuando Loki se escapa. Loki abre un agujero de gusano sobre la ciudad de Nueva York para permitir un ejército Chitauri para invadir, y Thor y los otros Vengadores se reúnen en defensa de la ciudad. Una vez que los Chitauri son derrotados, Thor devuelve a Loki y una fuente de poder llamada Tesseracto a Asgard.

#### Thor:un mundo oscuro
Después en 2013 regresa en Thor: The Dark World. Esta película no fue dirigida por Kenneth Branagh, sino por Alan Taylor.
En Asgard, Thor y sus compañeros guerreros repelen a los merodeadores en Vanaheim, hogar de su compañero Hogun; Es la batalla final en una guerra para pacificar los Nueve Reinos después de la reconstrucción del Bifröst. Los asgardianos aprenden que la convergencia, una rara alineación de los Nueve Reinos, es inminente; A medida que se acerca el evento, los portales que unen los mundos aparecen al azar. Heimdall alerta a Thor de que Jane Foster se ha movido más allá de su visión que lo casi ve todo, guiando a Thor a la Tierra. Jane suelta inadvertidamente una fuerza sobrenatural, y Thor regresa con ella a Asgard. Odin reconoce la fuerza como un arma conocida como Aether, advirtiendo que matará a Jane y que su regreso anuncia una profecía catastrófica. El Elfo Oscuro Malekith ataca a Asgard, en busca de Jane. La madre de Thor, Frigga, muere protegiendo a Jane, y Malekith se ve obligado a huir. A pesar de las órdenes de Odin de no dejar a Asgard, Thor recurre a regañadientes a la ayuda de Loki, que conoce un portal secreto a Svartalfheim, donde usarán a Jane para atraer y confrontar a Malekith, lejos de Asgard. A cambio, Thor le promete venganza a Loki en Malekith por matar a su madre.
Loki engaña a Malekith para que saque el Aether de Jane, pero el intento de Thor de destruir la sustancia expuesta falla. Malekith se fusiona con el Aether y se va en su nave mientras Loki está herido de muerte. Thor promete decirle a su padre de su sacrificio. Thor y Jane regresan a Londres a través de otro portal. Thor finalmente derrota a Malekith en una batalla en Greenwich, y regresa a Asgard para rechazar la oferta de Odín de tomar el trono y decirle a Odín por el sacrificio de Loki (quién está disfrazado como Odín). Al final, Jane y Thor se reúnen en la Tierra.

#### Avengers: Age of Ultron
En el 2015, Thor aparece en la película Avengers: Age of Ultron. Thor y los otros Vengadores buscan el cetro de Loki en la Tierra, culminando en una incursión en una instalación de Hydra en Sokovia. Stark y Banner descubren una inteligencia artificial dentro de la gema del cetro, y deciden usarla en secreto para completar el programa de defensa global "Ultron" de Stark. El inesperadamente sensible Ultron ataca a Thor y los Vengadores en su cuartel general antes de escapar con el cetro. Los Vengadores rastrean y atacan a Ultron y Wanda Maximoff los somete con visiones inquietantes. Thor sale para consultar con el Dr. Selvig sobre el significado del futuro apocalíptico que vio en su alucinación. Stark carga en secreto a J.A.R.V.I.S., aún operativo después de haberse escondido de Ultron dentro de Internet, en un cuerpo sintético capturado de Ultron. Thor regresa para ayudar a activar el cuerpo, explicando que la gema en su frente, una de las seis Gemas del Infinito, los objetos más poderosos en existencia, era parte de su visión. Los Vengadores regresan a Sokovia y derrotan a Ultron, y Thor regresa a Asgard para aprender más sobre las fuerzas que sospecha que han manipulado los eventos recientes.

#### Doctor Strange
En el 2016, Thor aparece en la película Doctor Strange, en los créditos, cuando le pide ayuda a Strange en buscar a su padre, Odín.

#### Thor: Ragnarok
En el 2017, aparece en su tercera película denominada Thor: Ragnarok.
Dos años después de la batalla de Sokovia, Thor ha buscado infructuosamente las Gemas del Infinito, y es encarcelado por el demonio de fuego Surtur en Muspelheim. Surtur revela que Odín ya no está en Asgard, y que el reino pronto será destruido en el profetizado Ragnarök, una vez que Surtur une su corona con la Llama Eterna que arde en la bóveda de Odín. Thor derrota a Surtur y reclama su corona, creyendo que ha evitado el Ragnarök.
Thor regresa a Asgard para encontrar a Loki aún con vida y haciéndose pasar por Odín. Thor obliga a Loki a ayudarlo a encontrar a su padre, y con las instrucciones de Stephen Strange en la Tierra, ubican a Odín en Noruega. Un agonizante Odin explica que su muerte le permitirá a su hija primogénita, Hela, escapar de una prisión en la que fue encerrada hace mucho tiempo. Hela aparece, destruye el Mjolnir, y cuando Thor y Loki intentan huir a través del Bifröst, los persigue y los obliga a salir al espacio. Thor aterriza en el planeta basura Sakaar, y es capturado por una traficante de esclavos llamada Scrapper 142, y se vende como gladiador para el gobernante del planeta, el Gran Maestro, con quien Loki ya se ha enojado. Thor se ve obligado a competir en el Concurso de Campeones del Gran Maestro, frente a Hulk. Invocando un rayo, Thor obtiene la ventaja, pero el Gran Maestro sabotea la lucha para asegurar la victoria de Hulk. Aún esclavizado, Thor intenta convencer a Hulk y 142 para que lo ayuden a salvar a Asgard, y escapa del palacio para encontrar el Quinjet que llevó a Hulk a Sakaar, donde una grabación de Natasha Romanoff hace que Hulk se transforme nuevamente en Bruce Banner.
Loki proporciona los medios para robar una de las naves del Gran Maestro, pero intenta traicionar a su hermano; Thor anticipa esto y deja a Loki atrás. Thor, Banner y 142 escapan a través de un agujero de gusano a Asgard, donde las fuerzas de Hela atacan a los ciudadanos de Heimdall y Asgard. Loki llega para ayudar, y Thor y 142 luchan contra las fuerzas de Hela. Thor, frente a Hela, pierde un ojo y tiene una visión de Odín que lo ayuda a darse cuenta de que solo el Ragnarök puede detener a Hela. Él tiene a Loki colocando la corona de Surtur en la Llama Eterna, y Surtur renace y destruye a Asgard, aparentemente matando a Hela. Thor y los demás escapan con los ciudadanos restantes de Asgard a bordo de la nave del Gran Maestro traído por los redimidos de Loki. Thor, es coronado rey, decide llevar a su gente a la Tierra, pero al final son interceptados por una gran nave espacial.

#### Avengers: Infinity War
Thor aparece en está película estrenada en 2018[cita requerida]. En la película después de los sucesos en Thor: Ragnarok, una gran nave espacial que lleva a Thanos y sus secuaces del Orden Negro, buscan extraer la Gema del Espacio del Teseracto.
Thor, Loki y Hulk no pueden detenerlos ya que Thor es encarcelado, mientras que Thanos supera a Hulk y mata a Loki. Heimdall usa el Bifröst para enviar a Hulk a la Tierra y es asesinado por Thanos con el arma de Glaive. Thanos y sus hijos parten con la Gema del Espacio, usando la Gema de Poder para destruir la nave. Los Guardianes de la Galaxia (Star-Lord, Gamora, Drax el Destructor, Rocket Raccoon, Groot Adolescente y Mantis) responden a una llamada de socorro de la nave asgardiana y recuperan a Thor, quien adivina que Thanos buscará la Gema de la Realidad. Rocket Raccoon y Groot acompañan a Thor a Nidavellir para recuperar un arma capaz de matar a Thanos. Se encuentran con Eitri en un Niðavellir abandonado, y los cuatro crean la Stormbreaker, un hacha de batalla que otorga a Thor el poder del Bifröst. Thanos invade Wakanda, y su ejército de Outriders está a punto de abrumar a las fuerzas wakandianas cuando Thor, Rocket y Groot llegan a la Tierra a través del Bifröst y se reúnen con los defensores. Thanos recupera la última Gema del Infinito y, aunque está gravemente herido por Thor, puede activar el Guantelete del Infinito y teletransportarse, dejando a Thor vivo en Wakanda ya que la mitad de los habitantes del universo se desintegran.

#### Avengers: Endgame
Thor aparece en Avengers: Endgame del 2019. Después de descubrir que Thanos ha destruido las Gemas del Infinito para evitar su uso nuevamente, Thor en un estado de furia y venganza inmediatamente decapita a Thanos con la Stormbreaker argumentando que no tenía caso mantenerlo vivo si ya no tenía las Gemas del Infinito en su poder. Durante el lapso de cinco años desde aquel incidente, Thor ahora es un alcohólico y con sobrepeso y con estrés postraumático que lidera a los sobrevivientes restantes de Asgard, quienes han creado una colonia en Noruega llamándola "Nuevo Asgard", sin embargo cuando recibe la visita de Rocket y el profesor Hulk este en un principio se negaba a volver con el equipo y se le nota visiblemente traumatizado cuando mencionan el nombre de Thanos. Cuando el regreso de Scott Lang lleva a la idea de utilizar el viaje en el tiempo para recuperar las Gemas del Infinito del pasado y usarlas para revertir el daño que Thanos ocasionó en el universo, Thor se une a la misión, durante la búsqueda de la Gema de la Realidad en Asgard de 2013, la cual se encuentra en posesión de Jane Foster en ese año, Thor se reencuentra con su madre en un momento previo a su inminente muerte a manos de Malekith y los elfos oscuros, una reunión que reavivaría el sentido de propósito para Thor, quien después de los eventos de Infinity War la había perdido. Cuando Rocket consigue obtener la Gema de la Realidad del cuerpo de Jane, rápidamente se reúne con Thor para irse pronto de esa realidad, mientras que este último se despide de su madre y le agradece por los consejos que le dio, pero antes de retirarse, Thor decide llevarse consigo una versión pasada de su viejo martillo Mjolnir consigo, revelando que a pesar de que ya no lo tenga en su posesión, debido a que el mismo fue destruido previamente por Hela, aún sigue siendo digno de levantarlo. Con las Gemas del Infinito, los Vengadores pueden restaurar a los que murieron por el Thanos del presente, lo cual tiene éxito, pero estos no contaron que el Thanos de 2014 viajaría en el tiempo hasta su época por el Reino Cuántico y los termina atacando con su nave, destruyendo el Complejo de los Vengadores. Luego del ataque, Stark, Rogers y Thor se reúnen entre los escombros y observan al Thanos de 2014, quien esta sentado junto a su espada de doble hoja esperando a que sus seguidores encuentren el Guantelete de Stark con las gemas, para luego Thor llamar a su Mjolnir y la Stormbreaker y tratar de entretenerlo lo suficiente, para que el resto de los Vengadores regresen las gemas a sus respectivas épocas, antes de que este se apodere nuevamente de ellas. En medio del combate, Thor lucha usando su Mjolnir y la Stormbreaker en combinación, pero pronto suelta el martillo y lucha únicamente con la Stormbreaker, sin embargo poco después es desarmado y recibe una brutal golpiza por parte del Thanos de 2014, hasta que posteriormente Thor llama a la Stormbreaker para defenderse, sin embargo el Thanos de 2014 la intercepta en pleno vuelo y trata de usarla en contra de Thor, quien trata con todas sus fuerzas evitar ser asesinado por su propia arma, pero súbitamente es rescatado en el último segundo por el Mjoinir, solo para que este último vuele de regreso hasta las manos del Capitán América el cual demuestra ser digno de empuñarlo, ante esto Thor solo se ríe de la ironía y termina diciendo: "Lo sabia". Más tarde cuando Stark se sacrifica para usar las Gemas del Infinito en contra el malvado Titán y su ejército este solo se queda observando como Stark muere después de haber recibido el efecto secundario del chasquido y se lamenta por su muerte. Finalmente Thor asiste al funeral de Stark donde momentos después, decide dejar su puesto como Rey de Asgard, convierte a Valquiria en la nueva reina de "Nuevo Asgard" y decide acompañar a los Guardianes de la Galaxia.

#### Thor: Love and Thunder
Thor aparece en la próxima película con su nombre Thor: Love and Thunder que se estrenó el 8 de julio de 2022.
Thor pasa un tiempo con los Guardianes de la Galaxia y recupera su físico musculoso. En 2024, Thor los ayuda a luchar contra un ejército alienígena en el planeta Indigarr. Luego, se enteran de las llamadas de socorro en toda la galaxia y él se separa de ellos para responder a una señal de socorro de Sif. Al llegar, Sif golpeada advierte a Thor de Gorr, un ser que posee el arma que mata a los dioses, la Necro Espada, que busca la extinción de todos los dioses y que su próximo objetivo es New Asgard.
La Dra. Jane Foster, la exnovia de Thor a quien se le diagnostica un cáncer terminal, llega a New Asgard con la esperanza de buscar tratamiento médico. El martillo destruido de Thor, Mjolnir, se vuelve a forjar y se une a Foster, otorgándole su poder después de años antes, Thor, sin saberlo, lo había encantado para protegerla. Thor llega a New Asgard justo cuando Gorr comienza a atacar la ciudad con criaturas sombrías. Se sorprende al encontrar a Foster con Mjolnir pero, sin embargo, se une a ella, Valkyrie y Korg para luchar contra Gorr. El grupo frustra a Gorr, pero él escapa y secuestra a varios niños asgardianos.
El grupo viaja a Ciudad Omnipotente para advertir a los otros dioses y pedir su ayuda. El dios olímpico Zeus no está dispuesto a ayudar y captura a Thor, lo que obliga al grupo a luchar contra los hombres de Zeus. Zeus hiere a Korg; enfadado, Thor empala a Zeus con su propio rayo, que Valkyrie roba durante su fuga. Luego viajan al Reino de las Sombras para salvar a los niños. Sin embargo, esto resultó ser una artimaña para que Gorr tomara Stormbreaker, que tiene la intención de usar en el Bifrost para ingresar a la Eternidad y pedir la destrucción de todos los dioses. Gorr logra dominar al grupo de Thor y robar el Stormbreaker con éxito. Gorr usa el Stormbreaker para abrir el portal a la Eternidad. Valkyrie está gravemente herida y Foster termina la batalla agotada por el uso de Mjolnir, que ha exacerbado su cáncer. Thor va solo, usando el rayo de Zeus para imbuir a los niños asgardianos secuestrados con su poder para luchar junto a él. Foster llega y se une a Thor en la lucha contra Gorr y destruye la Necro Espada.
Admitiendo la derrota, Thor logra convencer a Gorr de que todo lo que quería de Eternidad no era destruir a los dioses sino recuperar a su hija. Foster sucumbe a su enfermedad y muere en los brazos de Thor. Eternidad permite la solicitud de Gorr de revivir a Love, y le pide a Thor que lo cuide antes de morir. Los niños regresan a New Asgard, donde Valkyrie y Sif comienzan a entrenarlos. Mientras tanto, Thor, ahora una vez más en posesión de Mjolnir, continúa en aventuras para ayudar a las personas, con Love, ahora empuñando Stormbreaker, a su lado.